# To Kill a Mockingbird
To Kill a Mockingbird, in het Nederlands vertaald als Spaar de spotvogel, is een roman uit 1960 van de Amerikaanse schrijfster Harper Lee. Het boek, dat behoort tot het genre van de southern gothic novel, won in 1961 de Pulitzerprijs voor literatuur.
De eerste Nederlandse vertaling Spaar de spotvogels door Hans Edinga verscheen in 1961 bij de Utrechtse uitgeverij De Fontein en uitgeverij Westland in Merksem. In 2010 kwam er een nieuwe vertaling uit van Ko Kooman onder de titel Spaar de spotvogel bij uitgeverij De Bezige Bij met een inleiding van Kristien Hemmerechts over rassendiscriminatie.
Het is een bildungsroman die wordt verteld door de ogen van de ik-persoon, Jean Louise 'Scout' Finch, de dochter van Atticus Finch. Atticus is een advocaat in Maycomb, Alabama, een fictief boerendorp in het zuiden van de Verenigde Staten. Scout is een typische tomboy die veel optrekt met haar broer Jeremy Atticus 'Jem' Finch en hun vriend Dill.
In 1962 werd het boek door regisseur Robert Mulligan verfilmd met Gregory Peck in de rol van Atticus Finch. Voor deze rol won Gregory Peck een Oscar voor beste mannelijke hoofdrol. Robert Duvall speelde de kluizenaar, zijn eerste filmrol.

## Titel
De titel van het boek is afgeleid van Atticus' advies aan zijn kinderen met betrekking tot hun luchtbuksen. "Shoot all the blue jays you want, if you can hit 'em, but remember it's a sin to kill a mockingbird" (Nederlands: Schiet zoveel blauwe gaaien als je wil, als je ze raken kan, maar onthou dat een spotlijster doden een zonde is). Spotlijsters zijn onschuldige dieren, als je er één zou doden, zou je dus onschuld doden. Opvallend is dat de hoofdpersonen ook vernoemd zijn naar vogels. Tom Robinson bevat robin, hetgeen roodborst betekent, terwijl finch vink betekent. Finch was echter ook de meisjesnaam van de moeder van de schrijfster.

## Synopsis
Het verhaal speelt zich af in de jaren 1933-1935 tijdens de Grote Depressie in het fictieve stadje Maycomb in de Amerikaanse staat Alabama. Het boek begint bij het einde, wanneer de twaalfjarige Jem zijn arm heeft gebroken. Daarna worden de gebeurtenissen verteld die eraan voorafgaan.
Jem en zijn zesjarige zusje Jean Louise ("Scout", de ik-figuur) wonen bij hun vader, de weduwnaar Atticus Finch. In de zomer komt Dill logeren bij buren van Jem en Scout. De drie spelen zelfverzonnen toneelstukjes en vertellen elkaar verhalen. Dill raakt gefascineerd door een huis in de straat, 'The Radley Place', waar Nathan Radley en zijn broer Arthur 'Boo' Radley wonen. De laatste blijft altijd binnenshuis, maar laat weleens cadeautjes achter voor de drie kinderen. Ze hebben hem nog nooit gezien en zijn bang voor hem.
Vader Atticus Finch is advocaat; de moeder is overleden. Een belangrijke rol wordt gespeeld door Calpurnia, de zwarte huishoudster. Finch, een wat verstrooide, maar onverzettelijke man, wordt aangesteld om de zwarte Tom Robinson te verdedigen, die ervan verdacht wordt dat hij een blank meisje heeft mishandeld en verkracht. Het vermeende slachtoffer is Mayella, de oudste dochter van de plaatselijke dronkenlap Bob Ewell. De familie Finch krijgt het zwaar te verduren in Maycomb, waar racisme een dagelijkse realiteit is.
Bij het proces zitten de blanke boeren als vanzelfsprekend beneden in de zaal, terwijl de zwarten boven op het balkon moeten staan; Jem, Dill en Scout voegen zich bij hen op uitnodiging van dominee Sykes. Bij de verhoren wordt duidelijk dat Robinson onschuldig is: Mayella heeft de verkrachting verzonnen, en haar vader was verantwoordelijk voor de mishandeling. Desondanks wordt Robinson door de jury schuldig bevonden, waarna de doodstraf wordt uitgesproken. Atticus denkt dat Robinson in hoger beroep een goede kans maakt, maar de wanhopige Robinson probeert te ontsnappen en wordt daarbij doodgeschoten.
Bob Ewell, de vader van het meisje, zweert wraak en bedreigt Atticus en de kinderen. Op een avond valt hij Jem en Scout aan als zij op weg zijn naar huis na een optreden van Scout op school. De kluizenaar Boo Radley komt de kinderen te hulp. Er ontstaat een worsteling, waarbij Jem mishandeld wordt en zijn arm breekt. Bob Ewell sterft. Hoe dat komt is onbekend. Sheriff Tate en Atticus bespreken wie er verantwoordelijk zou kunnen zijn voor Ewells dood, Jem of Boo, maar ze houden het uiteindelijk op een ongeluk: hij viel op zijn eigen mes. Zo leert Scout de geheimzinnige Boo kennen. Ze probeert het leven vanuit zijn perspectief te bekijken en komt tot de conclusie dat hij aardig is.